# Matreya Fedor
Natasha Matreya Fedor (Vancouver, 11 marzo 1997) è un'attrice canadese conosciuta per aver interpretato il ruolo di Echo Zizzleswift nella serie televisiva Professor Young e quello di Phoebe nella serie televisiva The Troop.

## Biografia e carriera
Matreya è nata a Vancouver, British Columbia. Ha iniziato la sua carriera cinematografica nel 2006, all'età di nove anni. La sua prima apparizione cinematografica è iniziata con Slither (2006). Continua il lavoro interpretando vari ruoli in una serie di cortometraggi e in una lunga lista di apparizioni televisive in varie serie tv. Matreya è conosciuta dal pubblico televisivo per i suoi ruoli in The Troop (2009) e più recentemente in Professor Young (2010). È apparsa anche in una pubblicità per la compagnia di navigazione Carnival Cruise Lines. Ha un profilo Twitter.

## Filmografia

### Televisione
- Le due verità di Kate (In Her Mother's Footsteps), regia di Farhad Mann – film TV (2006)
- Perfect High, regia di Vanessa Parise – film TV (2015)
- Un amore a distanza (Home for Christmas), regia di Gary Harvey – film TV (2017)

| Anno | Titolo                   | Ruolo                | Note            |
| ---- | ------------------------ | -------------------- | --------------- |
| 2006 | Slither                  | Emily Strutemyer     |                 |
| 2006 | Trapped Ashes            | Giovane Nathalie     |                 |
| 2007 | Mrs. Wetherby's Treasure | Jodi                 |                 |
| 2007 | Sunshine Girl            | Sunshine Girl        | Film Televisivo |
| 2007 | Love Notes               | Willa                | Film Televisivo |
| 2007 | No Bikini                | Robin                | Cortometraggio  |
| 2008 | Chaos Theory             | Jesse Allen a 7 anni |                 |
| 2009 | The Break-Up Artist      | Britney a 10 anni    |                 |
| 2009 | Memory Lanes             | Emma Morris          | Film Televisivo |
| 2009 | Daysleeper               | Elisha               | Cortometraggio  |
| 2012 | Omg                      | Kaylee               | Cortometraggio  |

## Televisione
| Anno      | Titolo          | Ruolo                 | Note                                                                  |
| --------- | --------------- | --------------------- | --------------------------------------------------------------------- |
| 2007      | Supernatural    | Taylor/Tyler Thompson | La casa delle bambole e Storie incredibili. Stagione 2, Episodi 11-15 |
| 2007      | Eureka          | Tina                  | Spazzatura cosmica. Stagione 2, Episodio 5                            |
| 2009-2010 | The Troop       | Phoebe Collins        | 6 episodi                                                             |
| 2011–2013 | Professor Young | Echo Zizzleswift      |                                                                       |